# 영천 향사당 입규 현판
영천 향사당 입규 현판(永川 鄕射堂 立規 懸板)은 대한민국 경상북도 영천시 성내동, 숭렬당에 있는 현판이다. 2007년 4월 30일 경상북도의 문화재자료 제517호로 지정되었다.

## 지정사유
이 현판은 한강(寒岡) 정구(鄭逑)의 문인인 복재(復齋) 정담(鄭湛, 1552~1634)이 1614년(광해군 6)에 종고조(從高祖)인 정종소(鄭從韶)의 영천(榮川, 오늘의 영주) 향규(鄕規)를 참고하여 작성하였으며 가로 126cm, 세로 32.5cm의 크기로 총 1,091자가 음각되어 있다. 향규는 전문과 규약 10조 및 후기(後記)로 구성되어 있는데, 그 내용은 17세기 초 영천 사림이 전란 후의 사회기강을 확립하려는 의도를 집약하고 있으며 당시의 사회적 상황과 조선시대 향촌사회가 변화하는 과정을 잘 보여주고 있다.

## 같이 보기
- 영천 숭렬당 - 보물 제521호

## 참고 자료
- 영천 향사당 입규 현판 - 국가유산청 국가유산포털